# Polnische Eishockeyliga 1952/53
Die Saison 1952/53 war die 18. Austragung der polnischen Eishockeymeisterschaft. Meister wurde zum insgesamt vierten Mal in der Vereinsgeschichte Legia Warszawa.

## Modus
Die Meisterschaft wurde zunächst in der Hauptrunde in vier regionale Gruppen aufgeteilt. Die vier Gruppensieger qualifizierten sich für die Finalrunde. Der Erstplatzierte der Finalrunde wurde Meister. Für einen Sieg erhielt jede Mannschaft zwei Punkte, bei einem Unentschieden gab es einen Punkt und bei einer Niederlage null Punkte.

## Hauptrunde

### Gruppe I
|    | Klub           |
| -- | -------------- |
| 1. | Legia Warszawa |
| 2. | Kolejarz Toruń |
| 3. | LZS            |

Sp = Spiele, S = Siege, U = unentschieden, N = Niederlagen, OTS = Overtime-Siege, OTN = Overtime-Niederlage, SOS = Penalty-Siege, SON = Penalty-Niederlage

### Gruppe II
|    | Klub            |
| -- | --------------- |
| 1. | Górnik Janów    |
| 2. | Budowlani Opole |
| 3. | Stal            |

Sp = Spiele, S = Siege, U = unentschieden, N = Niederlagen, OTS = Overtime-Siege, OTN = Overtime-Niederlage, SOS = Penalty-Siege, SON = Penalty-Niederlage

### Gruppe III
|    | Klub              |
| -- | ----------------- |
| 1. | KTH Krynica       |
| 2. | Ogniwo Krakau     |
| 3. | Spójnia Nowy Targ |

Sp = Spiele, S = Siege, U = unentschieden, N = Niederlagen, OTS = Overtime-Siege, OTN = Overtime-Niederlage, SOS = Penalty-Siege, SON = Penalty-Niederlage

### Gruppe IV
|    | Klub             |
| -- | ---------------- |
| 1. | Gwardia Katowice |
| 2. | ŁKS Łódź         |
| 3. | AZS Katowice     |

Sp = Spiele, S = Siege, U = unentschieden, N = Niederlagen, OTS = Overtime-Siege, OTN = Overtime-Niederlage, SOS = Penalty-Siege, SON = Penalty-Niederlage

## Finalrunde
|    | Klub             | Sp | Tore  | Punkte |
| -- | ---------------- | -- | ----- | ------ |
| 1. | Legia Warszawa   | 3  | 21:8  | 6      |
| 2. | KTH Krynica      | 3  | 21:14 | 3      |
| 3. | Górnik Janów     | 3  | 11:10 | 3      |
| 4. | Gwardia Katowice | 3  | 7:28  | 0      |

Sp = Spiele, S = Siege, U = unentschieden, N = Niederlagen, OTS = Overtime-Siege, OTN = Overtime-Niederlage, SOS = Penalty-Siege, SON = Penalty-Niederlage